# عبد الله عطفة
عبد الله عطفة (1897 – 1976)، هو عسكري سوري سابق، شغل منصب رئيس أركان الجيش السوري الأول، بعد إعادة تأسيسه في أعقاب عيد الجلاء عام 1946؛ وشغل منصب وزير الدفاع لحكومتين، حكومة محسن البرازي، وحكومة هاشم الأتاسي.

## حياته
بدأ عبد الله عطفة حياته العسكرية في الأكاديمية العسكرية العثمانية في إسطنبول، وتخرج عام 1915، وخدم كضابط في الجيش العثماني، وانشق عام 1916، منضمًا للثورة العربية الكبرى بقيادة الشريف الحسين. بعد نهاية الحرب العالمية الأولى، انضم عطفة للجيش السوري الذي أنشأه الملك فيصل الأول، خلال المملكة السورية العربية، وبعد انحلال المملكة في أعقاب معركة ميسلون، هرب العطفة إلى الأردن، لتجنب الاعتقال، وعاد عام 1921 بعد صدور عفو عام؛ منضمًا لجيش الشرق الذي أنشأته سلطات الانتداب الفرنسي، وتلقى تعليمًا عسكريًا في فرنسا عام 1938، وترقى في المناصب خلال الحرب العالمية الثانية، أصبح قائد المنطقة الساحلية في سوريا، وخلال انتفاضة الاستقلال عام 1945، تمرد عطفة بقواته على الفرنسيين.
بعد جلاء الجيش الفرنسي، عيّنه شكري القوتلي رئيسًا لأركان الجيش السوري المشكل حديثًا، وعندما اندلعت حرب 1948 مع إسرائيل، كان عطفة قائد الجيش السوري في الحرب، والذي اضطر للاستقالة مع وزير الدفاع أحمد الشرباتي، إذ اعتبرا الطرفان الرئيسيان المسؤولان عن سوء إدارة الحرب وتجهيز الجيش؛ واستبدل بحسني الزعيم. وفي مارس 1949، قاد الزعيم انقلابه العسكري الذي أوصله لسدّة الرئاسة، وعيّن عطفة وزيرًا للدفاع، وبعد خلع الزعيم في أغسطس 1949، تابع عطفة دوره كوزير للدفاع في حكومة هاشم الأتاسي الانتقالية، وبعد استقالة الحكومة، اعتكف عطفة عن العمل العام حتى وفاته.